# المعبر (العدين)

تعديل مصدري - تعديل

المعبر هي إحدى قرى عزلة عردن بمديرية العدين التابعة لمحافظة إب، بلغ تعداد سكانها 2388 نسمة حسب تعداد اليمن لعام 2004.